# Petar Belberow
Petar Rumenow Belberow (bulgarisch Петър Руменов Белберов; * 17. Februar 1990 in Sofia) ist ein bulgarischer Boxer im Superschwergewicht.

## Karriere
Der 1,93 m große und rund 105 kg schwere Linksausleger begann 2008 mit dem Boxsport. 2011 nahm er an den Europameisterschaften in Ankara und den Weltmeisterschaften in Baku teil.
Bei den Europaspielen 2015 in Baku unterlag er im ersten Kampf, gewann aber eine Bronzemedaille bei den Europameisterschaften 2015 in Samokow. Im Viertelfinale hatte er dabei überraschend Magomed Omarow geschlagen, ehe er im Halbfinale an Florian Schulz scheiterte. Er war somit für die Weltmeisterschaften 2015 in Doha qualifiziert, wo er Nigel Paul besiegen konnte und im Achtelfinale gegen Filip Hrgović ausschied.
Bei der europäischen Olympiaqualifikation 2016 in Samsun besiegte er Maxim Babanin und zog ins Viertelfinale ein, wo er gegen István Bernáth verlor. Beim World Olympic Qualifier 2016 in Baku kam er gegen Haris Aksalič und Dashdondog Enkhbaatar erneut ins Viertelfinale, wo er gegen Marlo Moore ausschied. Beim Strandja Memorial 2016 in Bulgarien gewann er die Goldmedaille mit Siegen gegen Frazer Clarke und Maxim Babanin.
2017 gewann er das Tammer-Turnier in Finnland und das Strandja Memorial in Bulgarien, wobei er unter anderem Qamschybek Qongqabajew, Peter Kadiru und Dean Gardiner besiegen konnte. Bei den Europameisterschaften 2017 in Charkiw unterlag er im Achtelfinale gegen Məhəmmədrəsul Məcidov.
Am 21. April 2017 bestritt er für das Team British Lionhearts sein Debüt in der World Series of Boxing (WSB) und besiegte dabei Mohamed Arjaoui 2:1 nach Punkten. Im November 2018 gewann er die Silbermedaille bei den EU-Meisterschaften in Spanien. Er war dabei im Finale gegen Frazer Clarke unterlegen, nachdem er zuvor Ayoub Ghadfa, Giorgi Chigladze und Djamili-Dini Aboudou geschlagen hatte.
Bei den Weltmeisterschaften 2019 in Jekaterinburg und den Weltmeisterschaften 2021 in Belgrad schied er vor dem Erreichen der Medaillenränge gegen Ayoub Ghadfa bzw. Berat Acar aus.